# Sengerema
Sengerema – miasto w północno-zachodniej Tanzanii, w regionie Mwanza. Według danych na rok 2012 liczyło 76 914 mieszkańców.